# Teri McMinn
Teri McMinn (Houston, Texas, 18 de agosto de 1951) es una actriz estadounidense. A pesar de tener una corta carrera como actriz, es conocida por interpretar a Pam en la película The Texas Chain Saw Massacre (1974) junto a Marilyn Burns.

## Biografía
Teri McMinn nació en Houston, Texas, Estados Unidos, el 18 de agosto de 1951 y creció con un gran interés en la literatura, las artes y el teatro. Tras graduarse en la escuela secundaria asistió a The Dallas Theatre Center, una escuela de la ciudad de Dallas, Texas, de teatro y actuación. Después continuó sus estudios en la Universidad de Texas en Austin, donde obtuvo un título y menciones a su talento.
El cine siempre la atrajo, así que tras titularse en sus estudios de teatro, buscó trabajo y conoció al productor y director de películas Tobe Hooper, quien la contrató para que debutara en la película The Texas Chain Saw Massacre, donde interpreta a Pam, una muchacha que viaja con sus amigos y por el camino de regreso a casa, pasan cosas extrañas y encuentran a una familia que solo se dedica a cometer crímenes, robar tumbas en el cementerio y asesinar personas. La película fue un gran éxito, realizándose después varias versiones y continuaciones, pero es la original de 1974 la más aclamada por el público y considerada un clásico del cine moderno de terror; en ella actúa junto a Marilyn Burns y Gunnar Hansen y en una de las escenas más memorables es colgada de un gancho de carnicería por el antagonista.
Tras el rodaje, se fue a Nueva York para continuar con sus estudios de teatro y actuación, y después se dirigió a Los Ángeles donde fue contratada en anuncios para la televisión de cosméticos y maquillajes y actuó como modelo de piernas y pies. Centrada en el teatro, no volvió a rodar una película hasta 1991. En 2011 en la película Cousin Sarah, interpretó a Anastasia, junto a Leah Pipes, Jason Mewes, Haylie Duff, Tippi Hedren y Linda Blair. Luego obtuvo un papel muy corto en la película Butcher Boys en 2012. Vive en California y complace a los fanes asistiendo ocasionalmente a eventos y festivales de películas de terror.

## Filmografía
- 1974: The Texas Chain Saw Massacre como Pam
- 1991: The Horror Hall of Fame part 2 como Teri
- 2009: The cellar como Silvia
- 2011: Cousin Sarah como Anastasia
- 2011: Butcher Boys como mujer con el pico